# Hugh Nelson (homme politique canadien)
Pour les articles homonymes, voir Hugh Nelson et Nelson.
Hugh Nelson, né le 25 mai 1830 à Larne et mort le 3 mars 1893 à Londres, est un homme politique canadien.
Il est le 4e lieutenant-gouverneur de la province de Colombie-Britannique de 1887 à 1892.

## Biographie

### Première année
Né à Larne en Irlande du Nord, Nelson étudie dans les écoles de sa région et quitte pour la Californie en 1854. Sur place, il travaille comme comptable et s'installe ensuite dans la colonie de l'Île de Vancouver pour participer à la ruée vers l'or du fleuve Fraser. Il travaille comme secrétaire de la Yale Steam Navigation Company en 1861, il construit à Yale un entrepôt pouvant contenir près de 500 tonnes de marchandises. La même année, il achète la Pioneer Fraser River Express avec George Dietz et leur réseau fait la navette entre la région de Cariboo avec la Californie et avec la Cariboo Express de Francis Jones Barnard (en). En 1864, Barnard, Dietz et Nelson sont mandatés par le gouvernement de la Colombie-Britannique afin de livrer le courrier dans Cariboo.
Vendant leur compagnie à Barnard en 1867, les associés s'étaient précédemment associé à Sewell Prescott Moody (en) qui est propriétaire de la scierie de la baie Burrard. Faisant évoluer la compagnie nommée Moody, Dietz and Nelson, celle-ci prospère jusqu'à l'incendie de la scierie en 1873. Reconstruite en 1874, Moody meurt en novembre 1875 et Nelson prend la direction de l'entreprise. Il quitte la direction et les affaires en 1882.

### Carrière politique
Intéressé par la politique, il s'associe à la Confederation League d'Amor De Cosmos et donc aux partisans de l'alliance avec la Confédération canadienne en mai 1868. Élu représentant de New Westminster au conseil législatif de la colonie de la Colombie-Britannique. À la suite de l'entrée de la colonie dans la Confédération en 1871, il devient député libéral-conservateur de la circonscription fédérale de New Westminster. Il est réélu sans opposition lors de l'élection de 1872.
Partisan du premier ministre fédéral John A. Macdonald, il quitte la politique lorsque survient le scandale du Pacifique en 1874. À la suite du retour de Macdonald en 1878, Nelson est nommé au Sénat du Canada en tant que représentant de la division de Barkerville.

### Dernières années
Nommé lieutenant-gouverneur de la Colombie-Britannique, Nelson mène une vie mondaine à Cary Castle (en).
Il démissionne en 1892 et se rend en Angleterre où il meurt de néphrite à Londres en mars 1893. Il est inhumé à Enstone dans le Oxfordshire.